# Mitsubishi Ki-83
Mitsubishi Ki-83 (キ83 | 航空機) là một mẫu máy bay tiêm kích hạng nặng tầm xa thử nghiệm của Nhật Bản, được thiết kế gần cuối Chiến tranh thế giới thứ hai.

## Biến thể
- Ki-83
- Ki-95
- Ki-103

## Tính năng kỹ chiến thuật
Dữ liệu lấy từ Japanese Aircraft of the Pacific War
Đặc điểm tổng quát
- Kíp lái: 2
- Chiều dài: 12,50 m (41 ft 0⅛)
- Sải cánh: 15,50 m (50 ft 10¼ in)
- Chiều cao: 4,60 m (15 ft 1 in)
- Diện tích cánh: 33,5 m² (361 ft²)
- Trọng lượng rỗng: 5.980 kg (13.184 lb)
- Trọng lượng có tải: 8.795 kg (19.390 lb)
- Trọng lượng cất cánh tối đa: 9.430 kg (20.790 lb)
- Động cơ: 2 × Mitsubishi Ha-211 Ru (Ha-43) kiểu động cơ 18 xy-lanh làm lạnh bằng không khí bố trí kiểu tròn, 1.544 kW (2.070 hp) trên độ cao 1.000 m (3.284 ft) mỗi chiếc

 Hiệu suất bay 
- Vận tốc cực đại: 705 km/h (381 kn, 438 mph trên độ cao 32.180 ft) trên độ cao 9.000 m (29.500 ft)
- Vận tốc hành trình: 450 km/h (243 kn, 280 mph)
- Tầm bay: 1.953 km (1.054 nmi, 1.213 mi)
- Trần bay: 12.600 m (41.500 ft)
- Tải trên cánh: 263 kg/m² (53,7 lb/ft²)
- Công suất/trọng lượng: 0,35 kW/kg (0,21 hp/lb)
- Lên độ cao 10.000 m (32.800 ft): 10 phút

Trang bị vũ khí

- Súng: 2× pháo 30 mm (1.18 in) và 2× pháo 20 mm